# Engyon
Engyon (Ἔγγυον in greco antico) è un'antica città della Sicilia. Secondo la leggenda una colonia cretese, famosa per il suo tempio alle dee madri depredato da Verre. Il sito è sconosciuto, potrebbe essere identificabile con Gangi. In latino è detta Engyum, in italiano Engio.
Diodoro Siculo ha tramandato la notizia secondo la quale furono i Cretesi sopravvissuti alla morte di Minosse a fondare Engio, a cui avrebbero dato il nome di una sorgente.